# Suzuki VS 1400 Intruder

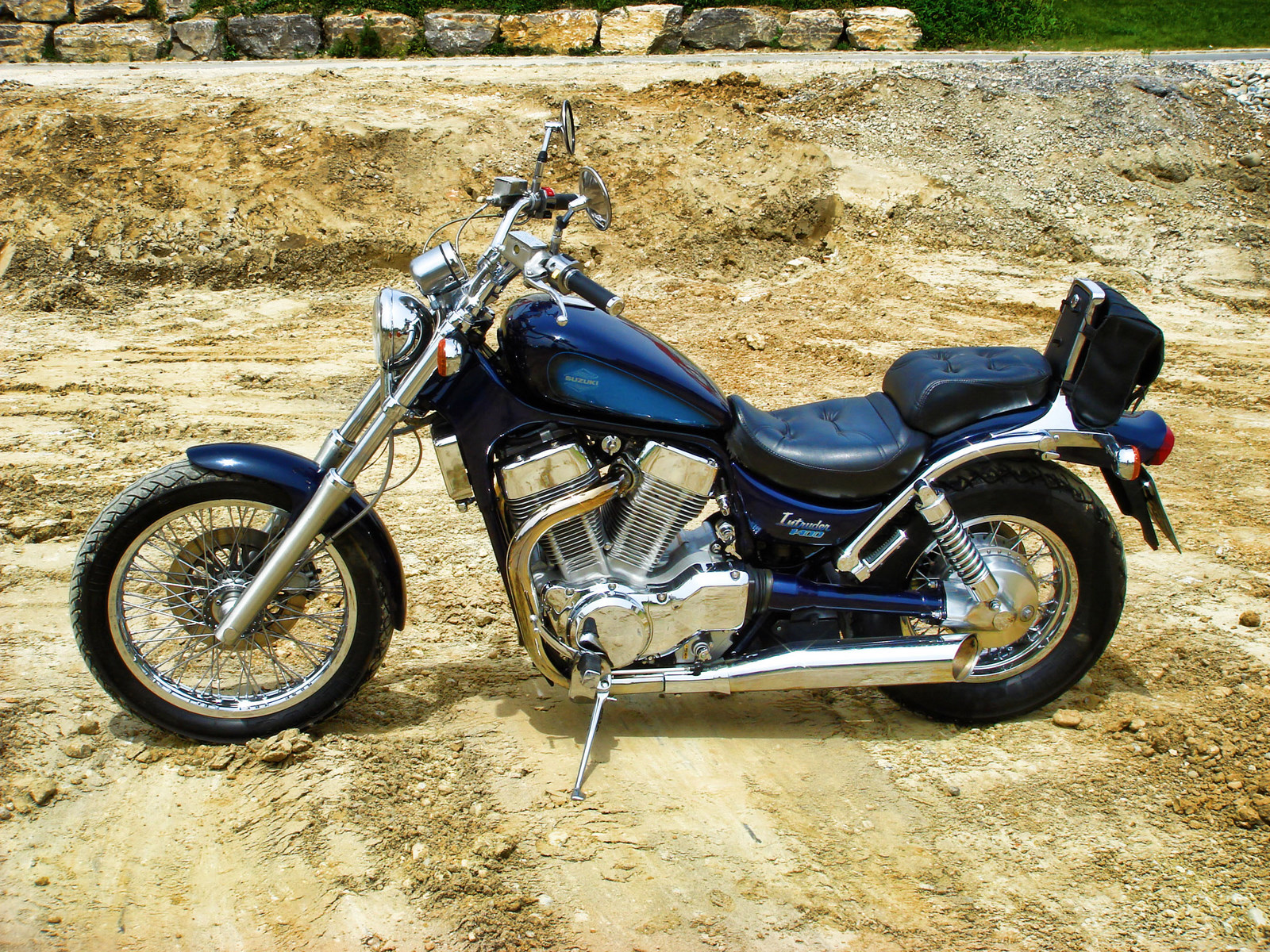
Suzuki VS 1400 Intruder

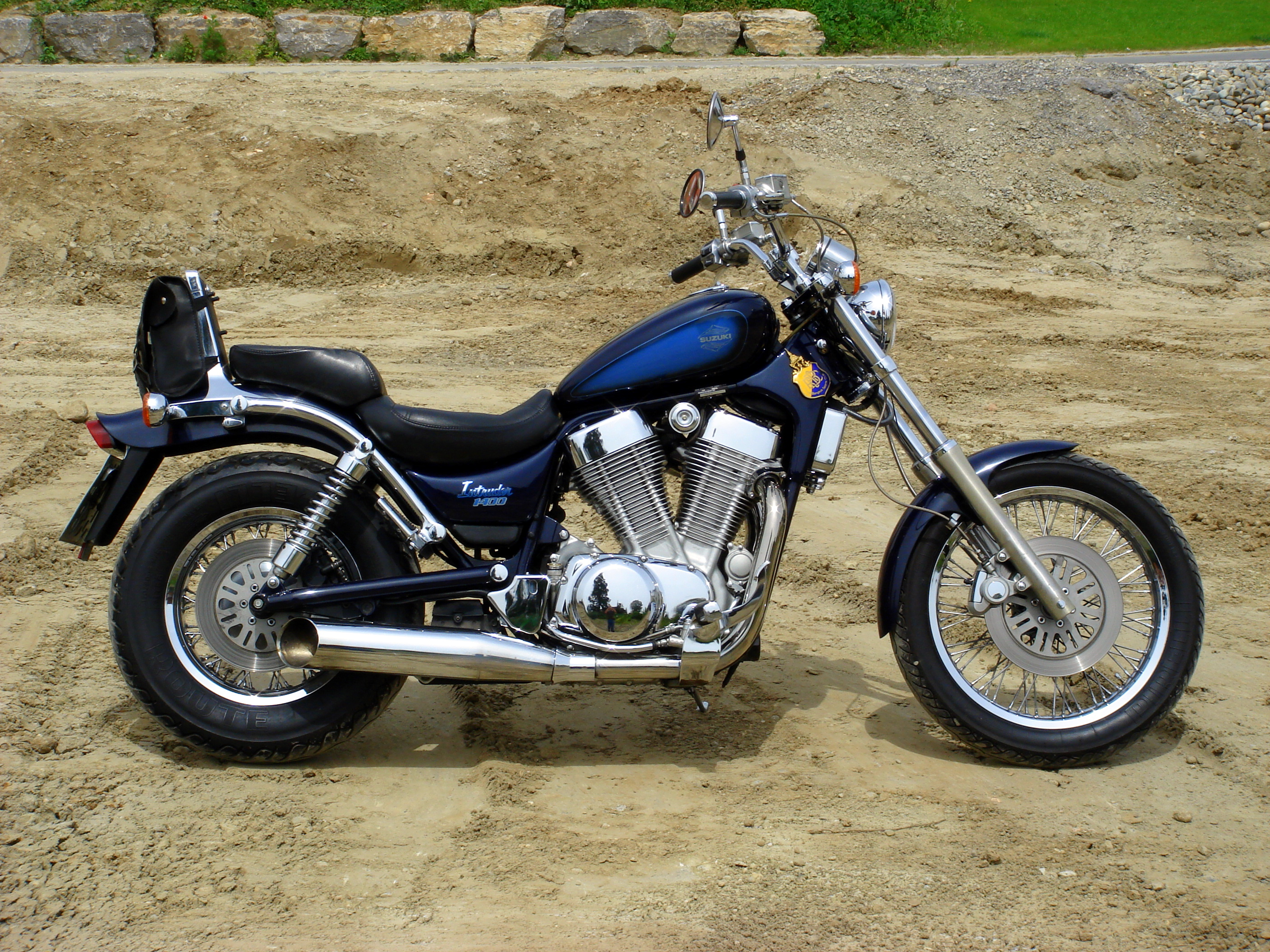
Suzuki VS 1400 Intruder

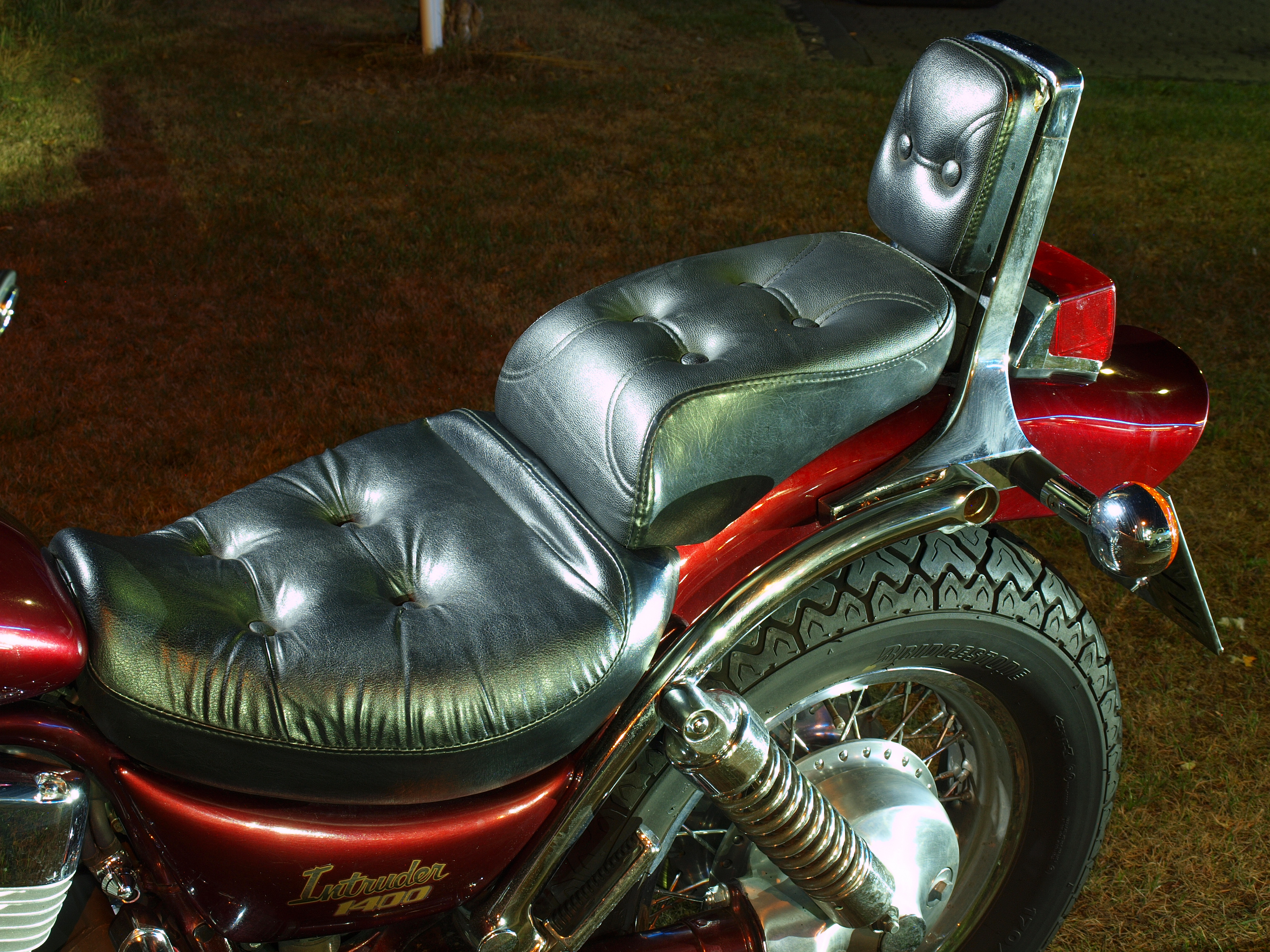
Suzuki VS 1400 Intruder P8291651

Die Suzuki VS 1400 Intruder (dt. „Eindringling“) ist ein Motorrad der Kategorie Chopper und war 1986 der erste Versuch eines japanischen Motorradherstellers, im bis dahin von Harley-Davidson dominierten Chopper-Segment einzusteigen. Die Intruder gilt als zuverlässiger und robuster Chopper.

## Technik
Die Suzuki VS 1400 Intruder hat einen luftgekühlten V-Zweizylinder-Viertaktmotor mit OHC-Ventilsteuerung, Hubraum 1360 cm³ (Bohrung × Hub 94 × 98 mm) mit einer Leistung von 49 kW/67 PS. Der Nockenwellenantrieb erfolgt mit einer Steuerkette. Das Verdichtungsverhältnis beträgt 9,3:1. Das maximale Drehmoment beträgt 113 Nm. Durch dieses hohe Drehmoment ist ab 60 km/h ein Fahren im höchsten Gang möglich. Zum leichten Starten des Motors nimmt eine automatische Dekompressionseinrichtung beim Betätigen des Starterknopfs den Druck in den Brennräumen zurück. Der Motor hat einen hydraulischen Ventilspielausgleich. Dadurch entfällt das Einstellen der Ventile, was eine Ersparnis bei den Werkstattkosten bringt. Der hintere, thermisch höher belastete Zylinder wird außer durch Fahrtwind zusätzlich ölgekühlt. Durch den Hubzapfenversatz von 45 Grad werden grobe Vibrationen vermieden.
Als Rahmen dient ein Doppelschleifen-Rohrrahmen. Die Federung des Vorderrades übernimmt eine Teleskopgabel (Standrohrdurchmesser 41 mm) mit einem Federweg von 160 mm. Das Hinterrad wird von einer Schwinge mit zwei Federbeinen geführt und gefedert, der Federweg beträgt hier 105 mm. Die Federbasis ist fünffach verstellbar. Sowohl das Vorderrad als auch das Hinterrad werden von einer Scheibenbremse verzögert. Die Reifengröße vorne ist 110/90-19, hinten rollt die Intruder auf 170/80-15.
Der Radstand der Suzuki VS 1400 Intruder beträgt 1625 mm. Der Tank fasst 13 Liter. Das Leergewicht ist mit 260 kg angegeben, die Höchstgeschwindigkeit mit 170 km/h. Die Kraft zum Hinterrad wird über eine wartungsarme Kardanwelle übertragen. Ab 1991 hatte das Getriebe fünf statt bis dahin vier Gänge.

## Gebrauchtmarkt
Die meisten 1400er auf dem Gebrauchtmarkt sind Umbauten, so dass eine gebrauchte VS 1400 eher selten im Originalzustand verkauft wird. Der Motor ist robust, gute Wartung vorausgesetzt.

## Testbericht bei motorradonline.de (2006)
Bei aller Anlehnung an das amerikanische Original hatten sich die Japaner Einiges einfallen lassen, den feinrippigen, luftgekühlten V-Zweizylinder innerlich modern zu gestalten… Zudem spendierte Suzuki dem mächtigen V2 einen hydraulischen Ventilspielausgleich, womit das lästige Einstellen der Ventile beim Kundendienst entfällt und ein optimales Spiel gewährleistet ist. Gleich noch ein Trick, dem sich die Japaner bedienten, um die Zuverlässigkeit des Motors zu garantieren: Sie versahen den hinteren, thermisch höher belasteten Zylinder mit einer Ölkühlung, wie sie die supersportlichen GSX-R-Modelle besaßen.